# جيمس إي. سميث
جيمس إي. سميث (بالإنجليزية: James E. Smith)‏ هو سياسي أمريكي، ولد في 29 سبتمبر 1930 بأبردين في الولايات المتحدة.